# Blazinasta lava
Blazinaste lave so lave, ki vsebujejo značilne blazinaste strukture, ki se pripisujejo iztiskanju lave pod vodo ali subakalnemu iztiskanju. Za blazinaste lave v vulkanski kamnini so značilna debela zaporedja prekinjenih blazinastih mas, običajno do enega metra v premeru. Tvorijo zgornji del plasti 2 normalne oceanske skorje.

## Sestava
Blazinaste lave so običajno bazaltne sestave, čeprav so znane blazine iz komatiita, pikrita, boninita, bazaltnega andezita, andezita, dacita ali celo riolita. Na splošno velja, da bolj kot je felzična sestava (bogatejša s silicijevim dioksidom – posledica tega je vmesna sestava), večji so vzglavniki zaradi povečanja viskoznosti izbruhajoče lave.

## Pojavnost
Pojavljajo se povsod, kjer se lava ekstrudira pod vodo, na primer vzdolž verig morskih vročih vulkanov in konstruktivnih meja plošč srednjeoceanskih grebenov. Ko se oblikuje nova oceanska skorja, v središču širjenja izbruhnejo debela zaporedja blazinastih lav, ki jih napajajo nasipi iz spodaj ležeče magmatske komore. Blazinaste lave in sorodni prevlečeni kompleksi nasipov tvorijo del klasičnega ofiolitnega zaporedja (ko je segment oceanske skorje potisnjen čez celinsko skorjo in tako izpostavi oceanski segment nad morsko gladino).
Prisotnost blazinastih lav v najstarejših ohranjenih vulkanskih zaporedjih na planetu, pasovih zelenega kamna Isua in Barberton, potrjuje prisotnost velikih vodnih teles na zemeljskem površju zgodaj v arhejskem eonu. Blazinaste lave se na splošno uporabljajo za potrditev podvodnega vulkanizma v metamorfnih pasovih.
Blazinaste lave najdemo tudi povezane z nekaterimi subglacialnimi vulkani v zgodnji fazi izbruha.

## Nastanek
Nastanejo, ko magma doseže površje, a ker je razlika v temperaturi med lavo in vodo velika, se površina nastajajočega jezika zelo hitro ohladi in tvori kožo. Jezik se še naprej podaljšuje in napihuje z več lave ter oblikuje reženj, dokler pritisk magme ne postane zadosten, da pretrga kožo in začne nastajati nova točka izbruha bližje odprtini. S tem postopkom nastane niz medsebojno povezanih lobastih oblik, ki so v prerezu podobne blazini. Koža se ohladi veliko hitreje kot notranjost blazine, zato je zelo drobnozrnata, steklene teksture. Magma v notranjosti blazine se počasi ohlaja, zato je nekoliko bolj groba kot koža, a še vedno spada med drobnozrnate.

## Uporaba kot merilo poti navzgor
Blazinaste lave se lahko uporabljajo kot indikator poti navzgor v geologiji, kar pomeni, da študija njihove oblike razkrije odnos ali položaj, v katerem so bile prvotno oblikovane. Blazinasta lava kaže, da je še vedno v prvotni orientaciji, ko:
- Vezikle najdemo proti vrhu blazine (ker je plin, ujet kot del kamnine, manj gost kot njegova trdna okolica).
- Strukture blazin kažejo konveksno (zaobljeno) zgornjo površino.
- Blazine imajo lahko zoženo osnovo navzdol, saj so se med oblikovanjem morda oblikovale v morebitne spodaj ležeče blazine.

## Galerija
- Blazinasta lava blizu Oamaruja, Nova Zelandija
- Preperela arhejska blazinasta lava v pasu zelenega kamna Temagami kanadskega ščita
- Blazinaste formacije lave iz ofiolitnega zaporedja, severni Apenini, Italija
- Blazinast bazalt iz Barasa, provinca Rizal, Filipini